# Тамбовская военная авиационная школа пилотов
Тамбовская военная авиационная школа пилотов (Тамбовская ВАШП) — ныне расформированное лётное училище в городе Тамбов (Тамбовская область).

## История наименований
- 2-я авиационная школа Гражданского Воздушного Флота СССР имени Петрова (15.12.1930 г.);
- 2-я объединённая школа пилотов и авиационных техников ГВФ им. Петрова;
- Тамбовская военная авиационная школа пилотов.

## История создания
Для подготовки кадров Гражданского флота СССР 15 декабря 1930 года приказом № 108 по Главному Комиссариату Гражданского Воздушного Флота СССР «О создании 3 авиационных школ Гражданского Воздушного Флота СССР» сформировано три авиационных школы ГВФ СССР:
- 1-я авиационная школа Гражданского Воздушного Флота СССР с дислокацией в городе Батайске;
- 2-я авиационная школа Гражданского Воздушного Флота СССР имени Петрова с дислокацией в городе Тамбове;
- 3-я авиационная школа Гражданского Воздушного Флота СССР с дислокацией в городе Балашове.

С 1931 года началось строительство административных и жилых зданий, инфраструктуры и аэродромной сети школы. В 1931 году было построено здание штаба учебной авиационной эскадрильи, в 1932 году был построен учебный корпус, в 1934 году построено здание штаба авиационной части. Все эти здания существуют в настоящее время. В 1935 году были построены здания бытового назначения: баня, прачечная, хлебопекарня, складские помещения, здание санчасти. В 1936 году был построен жилой дом и одноэтажное здание детского сада.

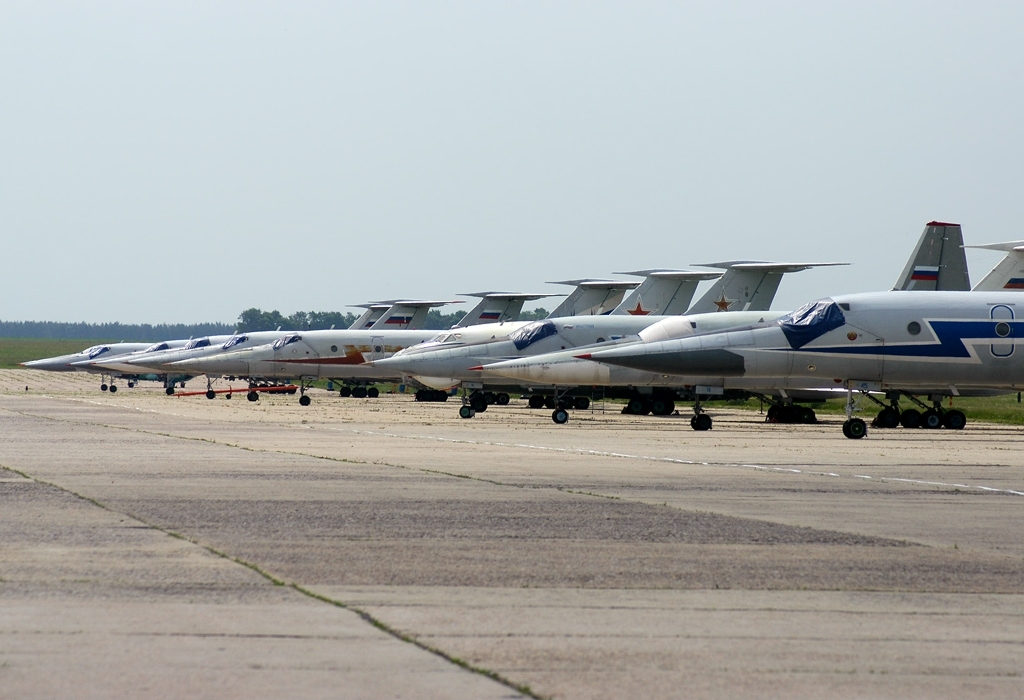
На месте аэродрома школы был построен современный аэродром Тамбовского ВВАУЛ имени М. М. Расковой.

С июня 1931 года 2-я авиационная школа Гражданского Воздушного Флота СССР имени Петрова приступила к подготовке лётчиков и штурманов для ГВФ. Многие выпускники после окончания школы переводились в 14-ю военную школа пилотов (с 1938 года Энгельское военное авиационное училище лётчиков). В 1938 году был построен второй жилой дом и здание столовой. Началось строительство 3 и 4 дома. Однако с началом Великой Отечественной войны завершение строительства данных домов было приостановлено.
С началом Великой Отечественной войны 2-я авиационная школа Гражданского Воздушного Флота СССР имени Петрова перебазируется в Джизак (Узбекистан) и в дальнейшем расформировывается. На базе школы разворачивается Тамбовская военная авиационная школа пилотов, которая готовит лётные кадры для всех родов авиации: лётчиков, штурманов, стрелков — радистов и специалистов других специальностей.
7 сентября 1941 года на базе школы начал формироваться Тамбовский истребительный авиационный полк (впоследствии 785-й истребительный авиационный полк) по штату 015/134 (3 эскадрильи и 32 самолёта). Основой полка стали кадры и инструкторский состав школы. К окончанию формирования полк имел в боевом составе 9 Як-1, 12 И-15бис и 9 И-16. 20 октября 1941 года полк получил боевую задачу по прикрытию от воздушных налетов железнодорожный узел Тамбов, участки железной дороги: Тамбов — Рассказово, Тамбов — Никифоровка, Тамбов — Ржакса и завод имени Котовского. Полк базировался на аэродроме Тамбов и имел в своем составе 18 самолётов и 31 летчика. По типам: И-15бис — 7 шт, И-5 — 6 шт., Як-1 — 1 шт., остальные учебно-тренировочные.
Директивой Генерального штаба ВВС РККА командованию школы была поставлена задача по организации обучения курсантов — лётчиков на самолёты Пе-2. В январе 1942 года в школе состоялся первый выпуск лётчиков бомбардировочной авиации на самолёты Пе-2. С подходом немецких войск к Воронежу на аэродромных площадках в районе Тамбова, Турмасово, Староюрьево, Богоявленска, Кирсанова, Никифоровки, Новгородовки и других площадках рассредоточиваются авиаполки бомбардировочной авиации, которые ведут бомбардировку фашистских войск под Сталинградом. В период боёв под Сталинградом технический состав Тамбовской школы обеспечивал боевые вылеты с полевых аэродромов училища самолётов ДБ-3ф полков дальней бомбардировочной авиационной дивизии, базировавшихся на аэродромах школы. Лётно-инструкторский состав школы привлекался к ведению воздушной разведки, к лидированию на фронт маршевых авиационных полков и эскадрилий.
C 1943 года школа начала подготовку летчиков штурмовой авиации на самолётах Ил-2. В 1944 году школа вернулась в Тамбов. После окончания Великой Отечественной войны школа продолжала подготовку лётного состава для частей ВВС до января 1947 года. Наряду с Энгельскской школой пилотов здесь проходит подготовка военных лётчиков для ВВС Болгарии, Югославии, Польши, Венгрии, Албании, Финляндии.
В период с 1945 по 1947 годы силами немецких военнопленных завершается строительство жилых домов. В декабре 1946 года школв расформировывается, а не её базе в январе 1947 года формируются:
- Курсы подготовки к полётам на новых типах самолётов высшего командного состава ВВС. Курсы существовали до декабря 1954 года.
- Высшие офицерские курсы слепой посадки и ночной подготовки лётчиков — офицеров ВВС.

На базе Высших офицерских курсов слепой посадки и ночной подготовки лётчиков — офицеров ВВС. 19 апреля 1953 года начато формирование центра боевого применения ВВС, позже получившего наименование 4-й центр боевого применения ВВС.
Перевооружение частей Дальней авиации на новые реактивные самолёты требовало строительства новых аэродромов с длинной ВВП до 3000 метров и более. 14 декабря 1954 года на основании Директивы Генерального штаба Советской Армии № 49556 от 3 июля 1954 года Энгельсское военное авиационное училище в полном составе передислоцировано в Тамбов, а 4-й центр боевого применения ВВС переведён в Воронеж (в 1960 году — в Липецк).

## Начальники школы
- комбриг Криль Феликс Яковлевич, 04.1935 - 07.1937
- генерал-майор авиации Кондратюк Даниил Фёдорович[3], 07.1941 — 09.1941

## Известные выпускники
- Воробьёв Иван Алексеевич, выпускник школы 1941 года.
- Кузьмин Валентин Сергеевич, выпускник школы 1942 года.
- Серёгин Владимир Сергеевич, выпускник школы 1940 года. Погиб вместе с Ю.А. Гагариным.
- Иванов Александр Иванович, выпускник школы 1942 года.
- Драченко Иван Григорьевич, выпускник школы 1943 года. Воевал на Ил-2, летая без одного глаза.
- Крамарчук, Григорий Васильевич, выпускник школы 1943 года.
- Поляков Александр Сергеевич, выпускник школы 1944 года.
- Павлов Иван Дмитриевич, выпускник школы 1942 года.
- Петров Николай Степанович, выпускник школы 1943 года.
- Зинченко Валентин Николаевич, выпускник школы 1942 года.
- Козловский Василий Иванович, выпускник школы 1942 года.
- Колодин Андрей Иванович, выпускник школы 1943 года.
- Комарицкий Григорий Кириллович, выпускник школы 1941 года.
- Моторин Николай Яковлевич, выпускник школы 1943 года.